# T.H. White
Terence Hanbury "Tim" White, född 29 maj 1906 i Bombay, Indien, död 17 januari 1964 i Pireus utanför Aten, Grekland, var en brittisk författare som är mest känd för sin romansvit Svärdet i stenen. Den bygger på den engelske 1400-talsförfattaren Thomas Malorys episka sammanställning Le Morte d'Arthur av legenderna kring kung Artur och riddarna vid det runda bordet.

## Biografi
White föddes i Bombay i Brittiska Indien. Hans far var polischef och hans mor var dotter till en indisk domare. Efter examen vid Queens' College vid universitetet i Cambridge undervisade han vid Stowe School i Buckinghamshire i England, innan han övergick till författarskap på heltid. Han var intresserad av jakt, flygning, falkjakt, fiske och naturvetenskap. 
Förutom Svärdet i stenen skrev White bland annat ett flertal barnböcker.
White dog ombord på ett fartyg i Atens hamnstad Pireus, då han var på väg till sitt hem på Alderney efter en föreläsningsturné i USA.

### Svärdet i stenen-serien (The Once and Future King)
- The Sword in the Stone (1938)
  - Svärdet i stenen (översättning Åke Ohlmarks, Bonnier, 1964)
  - Svärdet i stenen (översättning Jadwiga P. Westrup, Lindqvist, 1975)
- The Queen of Air and Darkness (1939)
  - Vindens och nattens drottning|Vindens & nattens drottning (översättning Jadwiga P. Westrup, Lindqvist, 1977)
- The Ill-Made Knight (1940)
  - Den missanpassade riddaren [ej utgiven separat, se samlingsutgåvor nedan]
- The Candle in the Wind (1958)
  - Ljuset i stormen [ej utgiven separat, se samlingsutgåvor nedan]
- (The Book of Merlyn (fristående, utgiven postumt 1977)
  - Merlins bok [ej utgiven separat, se samlingsutgåvor nedan]

Samlingsutgåvor
- Svärdet i stenen (översättning Jadwiga P. Westrup, AWE/Geber, 1985) [de fyra första böckerna ovan]
- Svärdet i stenen (översättning Jadwiga P. Westrup bok 1-4, Lena Karlin, bok 5, Natur och kultur, 2000)

### Övriga böcker
- Lusthuset på Malplaquet (Mistress Masham's repose) (översättning Eva Imber, Barnboksförlaget, 1983)

## Bearbetningar
- Broadway-musikalen Camelot baseras på romansviten.
- Den tecknade filmen Svärdet i stenen från Walt Disney Studios som hade premiär 1963 bygger på romanseriens första del.